# شب‌های وحشی
شب‌های وحشی (فرانسوی: Les Nuits Fauves‎) یک فیلم درام زندگینامه‌ای رمانتیک فرانسوی به کارگردانی سیریل کلار محصول سال ۱۹۹۲ است. از بازیگران آن می‌توان به سیریل کلار، ماریا اشنایدر، رومن بورنژه و کلمانتین سلاریه اشاره کرد. این فیلم که بر پایهٔ رمان شبه‌خودزندگینامه‌ای کارگردان ساخته شده‌است، چهار جایزه سزار از جمله جایزه بهترین فیلم را برد.